# کورا سوشی
کورا سوشی (انگلیسی: Kura Sushi) شرکت رستوران‌های زنجیره‌ای ژاپنی است، که در سال ۱۹۹۰ تأسیس شد.